# پوشش ایل جاف
پوشش و لباس مردم ایل جاف، که یکی از ایل‌های کرد زبان هستند؛ شامل قسمت‌های مختلفی می‌شود. پوشش مردان جافی شامل ژیر کرواسی، کرواس فقیانه، کوا و… است. نکتهٔ جالب شباهت پوشش مردان و زنان جافی است، در این ایل پوشش زنان نیز مانند مردان شامل: کرواس فقیانه، کوا، سخمه و… است. همچنین بانوهای جافی از زیورآلاتی در مدل‌های مختلف هم استفاده می‌کردند و در بیشتر این زیورآلات همچون خرخال، پنج لیره‌ای و کلاوزر،... سکه‌های طلا و نقره به کار برده‌شده‌است. ایلات کرد تقریباً دارای پوشش‌هایی مشابه هستند و تفاوت‌ها تنها در برخی جزئیات قابل مشاهده هستند.

## کلیاتی دربارهٔ ایل جاف
ایل جاف در گذشته یک ایل و طایفهٔ بزرگ کرد بود که برخی از سرداران بزرگ صفوی و افشاری از میان آنان برخواسته‌اند. در حال حاضر برخی از مردم این ایل در ایران و برخی دیگر در عراق ساکن هستند؛ اکثر آن‌ها اهل سنت‌اند و به گویشی معروف به جافی، از گویش‌های سورانی (از شاخه‌های زبان کردی) صحبت می‌کنند.
جاف‌ها عمدتاً در مناطق ثلاث باباجانی، جوانرود، روانسر و سرپل ذهاب (ایران، استان کرمانشاه) و بخش‌هایی از شهرهای کلار، حلبچه، چمچال و کرکوک عراق زندگی می‌کنند.

## لباس مردان جافی
پوشش کامل مردان جاف شامل؛ ژیرکرواس، کرواس فقیانه، سُخمَه، قبا (کوا)، سَلطه، شلوار کردی (جافی)، جوراب، پاپوش (گیوه ملکی و کلاش)، سربند (کلاغی) و کلاه می‌باشد.

### ژیرکرواس

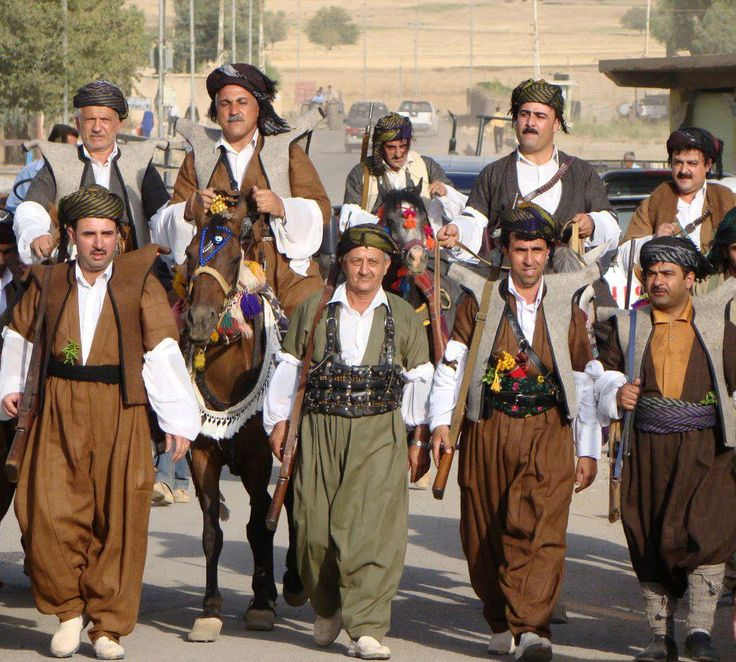
لباس مردان جاف

ژیرکرواس(zir kervas)، یا زیر پیراهن را اصولاً بدون آستین می‌دوزند و معمولاً پارچهٔ آن از جنس کتان است.

### کرواسی فقیانه
کرواسی فقیانه (faqyane) پیراهنی است با آستین‌های بلند که به «فقیانه» موسوم‌اند؛ جنس این پیراهن معمولاً ابریشم بوده؛ لازم است ذکر شود که بلندی آستین‌ها از مچ هم عبور می‌کند و این بلندی به حدی بوده که مردان هنگام شستن دست‌ها دو سر آستین را پشت گردن گره می‌زدند تا از خیس شدن آن‌ها جلوگیری کنند.
در گذشته از این بلندی آستین‌ها به منظورهای مختلفی استفاده می‌کردند از جمله: استفاده به عنوان باند و زخم بند در میدان‌های جنگ.

### سُخمَه
سخمه(soxme)که روی کرواس فقیانه، پوشیده می‌شود، سخمه مردانه بلندی تا کمر داشته و معمولاً دارای آستینی کوتاه بوده و جلو آن کاملاً باز بوده و دکمه داشته‌است. جنس سخمه از ترمه یا طاقه و شمسه گلابتون بوده و در قسمت پشتی آن از پارچه کتان یا ابریشم استفاده می‌شده‌است.

### قبا
قبا یا کوا لباسی بلند و تمام قدی بوده‌است که مردان بر روی سخمه می‌پوشیدند، عموماً قبا دارای شانهٔ فراخ و کمر مناسب است که از جلو لبه‌های عمودی آن در اندازهٔ یک وجب روی هم می‌افتادند و روی آن شال بسته می‌شد، برای دوخت قبا از طاقه یا شمسه گلابتون استفاده می‌شده.

### شال
شال را مردان به منظور ثابت نگه داشتن قبا، به دور کمر می‌بستند به همین خاطر برای دوخت آن پارچه‌های نرم و محکم انتخاب می‌شده.
شال را می‌توان به دو صورت ساده یا قلابی چپ و راست بست.

### سلطه
سلطه(salte)در صورتی که قبا و سخمه از جنس طاقه یا ترمه بود؛ برای دوخت سلطه از شمسه گلابتون استفاده می‌شد و در صورت نبود آن از فاستونی (گونه‌ای پارچه پشمی) استفاده می‌کردند. سلطه پوششی است که دارای قدی تا روی کمر با آستین‌هایی که تا مچ ادامه داشته و دارای دو جیب داخلی بود. از سلطه به عنوان کت و روپوش استفاده می‌شده.

### شلوار کردی
شلوار کردی یا جافی که استفاده از آن امروزه در اکثر نقاط ایران رایج شده نوعی شلوار است که از مچ پا تنگ بود و هر چه به سمت بالا و کمر می‌آید گشادتر می‌شود و در آخر با بند ابریشم یا مویین در کمر بسته می‌شود.

### جوراب
جوراب مردم جاف حاصل کار زنان جاف بوده، جوراب‌های دست بافتی که در دو نوع مختلف برای استفاده در دو فصل تابستان و زمستان درست می‌شده؛ که جوراب‌های تابستانی از جنس نخ و جوراب‌های زمستانی از جنس پشم بودند.

### پاپوش
مردان ایل جاف در زمستان از گیوه ملکی و زیره گاومیشی استفاده می‌کردند و اعیان و اشراف ایل چکمه‌های موصولی که از عثمانی آورده می‌شد را به پا می‌کردند و در صورت توانایی در تابستان‌ها کلاش اورامی می‌پوشیدند.

### سربند
مردان برای سربند یا از کلاغی یا «دزمال‌های یزدی» استفاده می‌کردند یا این که از پارچه‌های زربافتی استفاده می‌کردند که افراد ماهر و علاقمند حاشیه آن را از گل‌های ابریشمی سیاهی می‌بافتند و انتهای گل‌ها را با سیم‌های زرد و سفید با ظرافت و مهارتی خاص می‌پیچیدند تا در هنگام بستن سربند گل‌ها در دو سوی سر قرار بگیرند و جلوی صورت نیفتند.

### کلاو
کلاو یا کلاه را در تابستان از جنس پارچه معمولی و در زمستان از نخ‌های پشمی درست می‌کردند و آن را معمولاً زیر سربند بر سر می‌گذاشتند.

## لباس بانوهای جافی

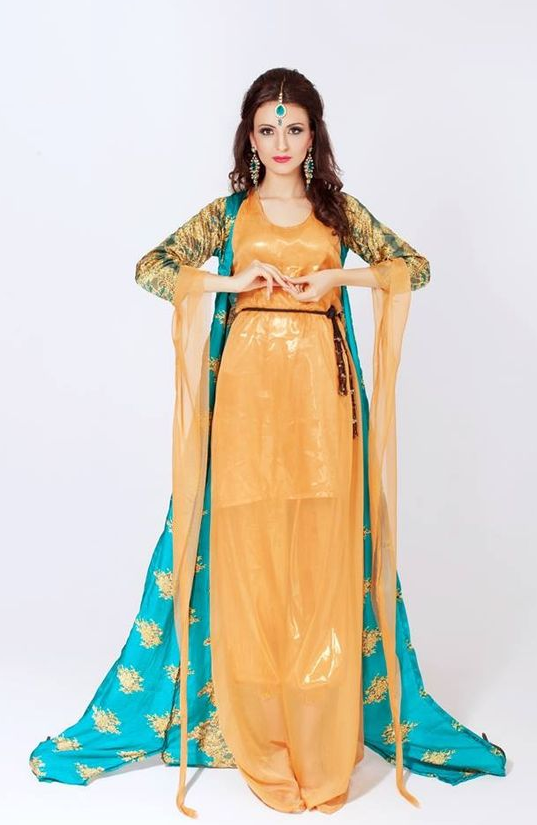
لباس بانوان جاف

بانوهای جافی در پوشیدن لباس‌های زیبا و رنگارنگ و همچنین زیورآلات چشمگیر، زبانزد می‌باشند. پوشش آنان شامل: کرواس سورانی و فقیانه، کمرچین، سخمه، کوا و سلطه، چفته و گولنگ، سربند، کلاو لچک و جلیقه می‌باشد.

### کرواس سورانی یا فقیانی
کرواس سورانی یا فقیانی، پیراهن بلند و گشاد است که با پارچه‌های گلدار و مخمل الوان یا پارچه‌هایی از جنس‌ها و طرح‌های دلخواه دوخته می‌شود، کرواس سورانی دارای آستین‌های بلندی است که بلندای آن از مچ عبور می‌کند به طوری که زنان در هنگام کار کردن آن‌ها را پشت سر گره می‌زنند.

### کمرچین
کمرچین پیراهن بلندی است که در قسمت میانی بدن دارای چین است و با پارچه‌های رنگارنگ و زیبا دوخته می‌شود.

### سخمه
سخمه نیم تنه‌ای جلیقه گونه است که آن را روی کرواس می‌پوشند؛ سخمه را از پارچه زری و مخمل الوان درست می‌کنند و دارای استر و لفافه نیز هست.

### جلیقه
جلیقه پوششی است که اندازهٔ آن تا روی کمر می‌باشد و بدن آستین است و روی کرواس و کمرچین پوشیده می‌شود، جلیقه‌ها با یراق دوزی و نوار دوزی بسیار چشمگیر می‌شوند.

### سلطه
سلطه نیم تنه کوتاه و آستین‌داری است که جنس آن مخمل الوان یا زری مرغوب است و بانوان جاف در پاییز از آن روی کرواس و کمرچین استفاده می‌کنند.

### کوا
کوا یا قبا تن‌پوش تمام قدی است که تا مچ پا را می‌پوشاند و دارای آستین‌هایی تا مچ است و در زمستان بر روی کرواس پوشیده می‌شود.

### کلاولچک
لچک پارچه‌ای سه گوش، نازک و زیبا در طرح‌ها و رنگ‌های دلخواه است که راس آن به کلاه وصل شده و روی سر قرار می‌گیرد و دو گوشهٔ لچک بر روی سینه می‌افتد، که زنان جافی گاهی یک گوشه را به پشت می‌انداختند.

### سربند
سربند یا سروین را با استفاده از پارچه‌های کلاغی درست می‌کنند به این صورت که زنان با هنر خود دستمال کلاغی را به دور سر خود به صورت‌های مختلف می‌پیچند.

### چفته و گولنگ
نوار پهنی است که با منگوله‌های بزرگ و کوچک تزئین شده و آن را برای زیبایی به دور سر می‌بندند.

## زیورآلات بانوهای جافی

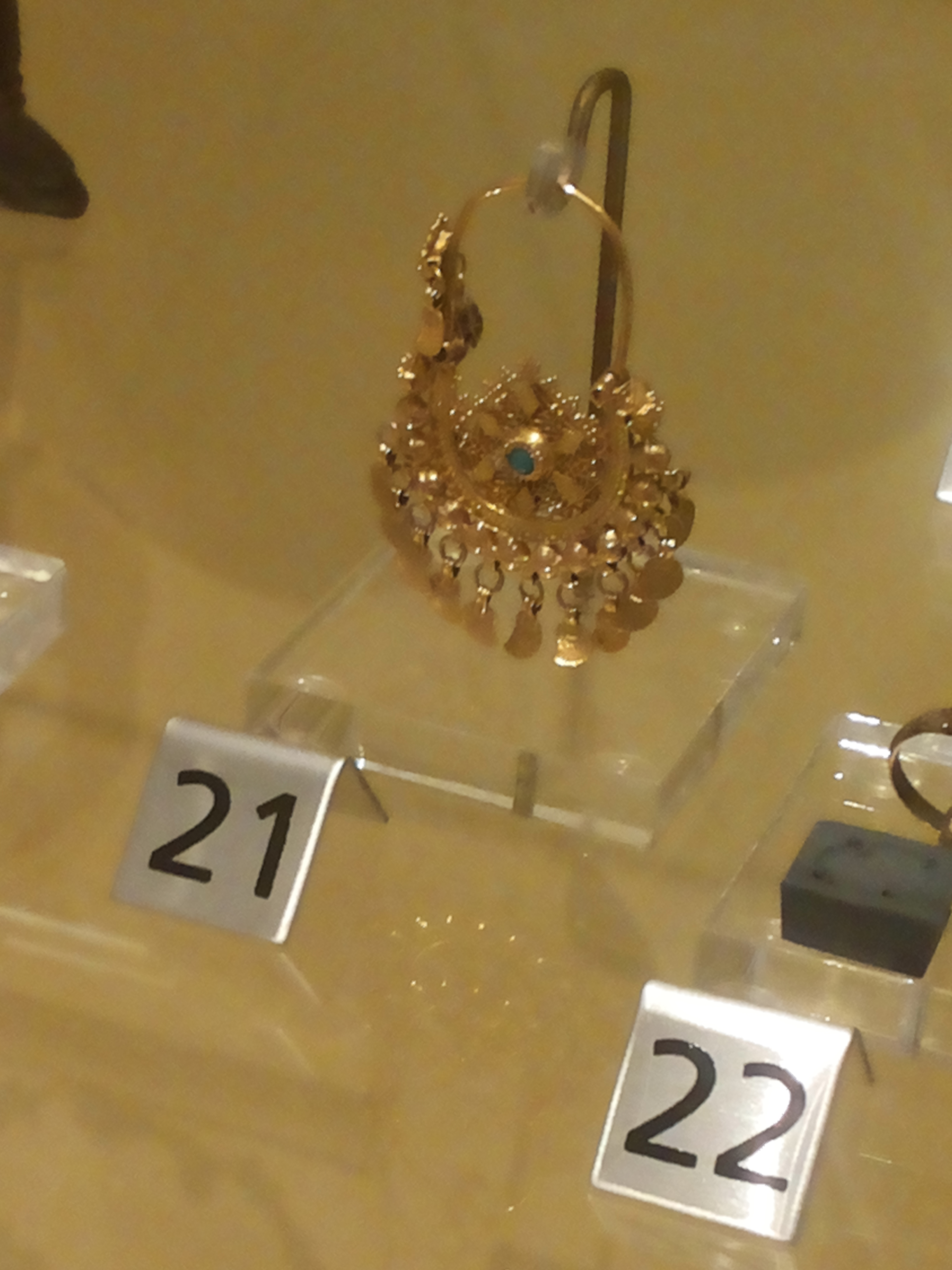
زیورآلات جافی

زیورآلات طلا و نقره کرمانشاه و ایل جاف با دستان هنرمند اساتید زرگری و شاگردانشان به گونه‌ای ساخته شده که چشم هر بیننده‌ای را خیره می‌کند. زنان ایل جاف از زیورآلات گوناگونی استفاده می‌کردند که این زیورآلات عبارت بوده‌اند از:
سرکلاو (sar-kclav)، سکه‌ای بزرگ است که در وسطش حلقه‌ای گذاشته شده و در قسمت میانی کلاه نصب می‌شود.
گیلگیله سراویز (gilaile)، چند رشته مهرهٔ (شوه یا وسه) که به انتهای آن سکه طلا نصب می‌کنند و ابتدای آن را به حلقهٔ سرکلاو می‌بندند.
کلاولیره(kelav-lire)، به کلاه‌هایی که مرتب و به ردیف رویشان سکهٔ طلا می‌دوزند، به طوری که از چهار طرف هیچ فاصله‌ای بین سکه‌ها باقی نباشد و سراسر آن را سکه فرا بگیرد؛ گفته می‌شود.
کلاوزر، اگر به جای سکه‌های طلایی که روی کلاولیره می‌دوزند سکه‌های نقره‌ای روی کلاه دوخته شود، به آن کلاوزر خواهند گفت.
برچاوه(barcave)یا پنجره، از مهره‌های بسیار ریزی به نام «طلاینه» با نخ و سوزن مخصوص به شکل نوارتوری منقش ساخته می‌شود، که به لبهٔ کلاه زنان دوخته می‌شود.
ژیرچناکه (zircanake)یا زیر چانه‌ای، رشته‌ای از مهره‌های طلایی یا سنگ‌های معمولی است که یک طرف آن به کلاه وصل می‌شود و طرف دیگر پس از عبور از زیر چانه به سمت دیگر کلاه وصل می‌گردد.
کرمکه، پنجره‌ای طلایی با آویزهایی طلایی که به موازات زیر چانه‌ای استفاده می‌شده.
لوته وانه(Lutavave)، زنان جاف و اورامان به هنگام سوراخ کردن گوش، کنار بینی را هم سوراخ می‌کردند که استادکاران زرگر برای آرایش آن وسیله‌ای ساخته بودند و هنگامی که به بینی وصل می‌شد آویزهای ظریف و زیبایی در کنار بینی آویزان می‌شد.
پویله(poyle)، چند رشته کوتاه از مهره‌های سنگی (شوه یا وسه) که به انتهای آن سکه طلا وصل بود و آن‌ها را به ردیف در یک طرف یا دو طرف کلاه می‌دوختند.
گوشواره، آن‌ها را چند طبقه‌ای به صورت بته‌های ظریف و توری طلا که به وسیله رشته‌های ظریفی به هم وصل می‌شدند، می‌ساختند.
پنج لیره‌اییا دستبند که کلا از سکه‌های طلا ساخته می‌شد.
خرخال یا خلخال یا پای ابرنجن، که مهره‌های سبک یا منجوق‌هایی بودند که به صورت رشته درآورده و به مچ دست یا پا می‌بستند.
حمایل، توری از طلا با آویزه که به صورت چپ و راست بر گردن حمایل می‌کردند.
کمرهرا از نقره یا طلا به پهنای هشت تا ده سانتی‌متر می‌ساختند و به کمر می‌بستند، کمره نقره از نفائس صنعت زرگری بشمار می‌رود.
دکمه و دولاب، قلاب و دهانهٔ طلایی است با دو گوی طلای توری که برای بستن سخمه به کار می‌رود.
گلوبنگردنبندی بود که به تعداد سکه‌های طلایی پنج لیره‌ای، هشت لیره‌ای و ده لیره‌ای خوانده می‌شد.
تپه لخ، دایره‌ای نقره‌ای بود که دور تادور آن را رشته‌های نقره‌ای با آویزهای زیبا فراگرفته بود و آن را در وسط کلاه نصب می‌کردند به صورتی که آویزهای آن سراسر کلاه را می‌پوشاندند.